# Сибујанско море
Сибујанско море је мало море које је смештено unutar филипинског архипелага. Море одваја Висајска острва од северног филипинског острва Лузон.
Окружено је острвима: Панаj на југу, Миндоро на западу, Масбате на истоку, острвом Мариндукуе и полуострвом Бикол острва Лузон на северу.
Сибујанско море је повезано са Сулуским морем преко Таблас пролаза на западу, Јужним кинеским морем преко пролаза Верде на североистоку и Висајанског мора преко Јинтотоло канала на југоистоку. Острва Ромблон леже унутар овог мора.

## Историја
Авионски снимак острва Сибујан које се налази у Сибујанском мору.
Битка у Сибујанском мору, између америчке и аустралијске на једној и морнарице Јапанског царства на другој страни, се одиграла на овом мору 24. октобра 1944. године када је потопљен јапански бојни брод Мусаши док је неколико других оштећено.